# François Charles d’Avrange d’Haugéranville
François Charles d’Avrange d’Haugéranville, eigentlich François Charles Jean Pierre Marie d’Avrange d’Haugéranville (* 6. Oktober 1782 in Versailles, Département Yvelines; † 27. August 1827 in Paris) war ein französischer General der Kavallerie.

## Leben und Wirken
D’Avrange stammte aus einer traditionsreichen Offiziersfamilie; er war ein Sohn des Maréchal de camp François d’Avrange d’Haugéranville (1745–1823) und dessen Ehefrau Thérèse Berthier (1760–1827). Sein jüngerer Bruder Amedée d’Avrange d’Haugéranville (1792–1858) leitete die Intendantur. Jean-Francois d’Avrange du Kermont, Offizier im Maison militaire du roi de France war sein Onkel väterlicherseits; General César Berthier (1765–1819) war ein Onkel mütterlicherseits.
Am 5. Oktober 1796 meldete sich d’Avrange freiwillig zur Armee und kam zum 5e régiment de hussards. Er konnte sich bald schon auszeichnen und wurde auch sehr schnell befördert. 
Er wurde zu einem begeisterten Anhänger Napoleon Bonapartes und am 25. Juni 1807 kam er im Rang eines colonels zum 6e régiment de cuirassiers. d’Avrange nahm mit seinem Kommando an den Kämpfen bei Aspern (21./22. Mai 1809) teil und wurde am zweiten Tag der Schlacht verwundet. Kaum wieder gesund, nahm er an den Schlachten bei Raab (14. Juni 1809), Wagram (5./6. Juli  1809) und Eggmühl (22. April 1890) teil.
Nach weiteren Beförderungen kam d’Avrange als Aide-de-camp zu Marschall Joachim Murat und ab 27. Februar 1813 wurde er zum général de brigade der Chasseurs à cheval de la Garde impériale ernannt. Nach der Schlacht bei Paris (30. März 1814) und dem Friedensvertrag von Fontainebleau (11. April 1814) widmete sich d’Avrange dem Haus Bourbon und wurde zum Anhänger von König Ludwig XVIII.
Als Napoleon Bonaparte die Insel Elba verließ und dessen Herrschaft der Hundert Tage begannen, begleitete d’Avrange den König ins Exil nach Gent. Während der Restauration fungierte er als Kommandant des Maison militaire du roi de France und als solcher berief man ihn am 14. November 1815 zum aide-major der Garde du corps du roi.
Dieses Amt hatte d’Avrange auch bei König Karl X. inne. Am 25. August 1827 unternahm der König einen Ausritt an dem auch d’Avrange teilnahm. Dessen Pferd scheute unterwegs und er stürzte unglücklich. An den Folgen dieses Reitunfalls 
starb er zwei Tage später.

## Ehrungen
- 19. März 1808 baron de l’Émpire
- 1814 Großoffizier der Ehrenlegion
- Sein Name findet sich am nördlichen Pfeiler (9. Spalte) des Triumphbogens am Place Charles de Gaulle (Paris)